# Serita Solomon
Serita Solomon (Reino Unido, 1 de marzo de 1990) es una atleta británica especializada en la prueba de 60 m vallas, en la que consiguió ser medallista de bronce europea en pista cubierta en 2015.

## Carrera deportiva
En el Campeonato Europeo de Atletismo en Pista Cubierta de 2015 ganó la medalla de bronce en los 60 m vallas, con un tiempo de 7.93 segundos, tras la bielorrusa Alina Talay y su paisana británica Lucy Hatton (plata con 7.90 segundos).